# Ganjam
Ganjam là một thị xã và là nơi đặt ủy ban khu vực quy hoạch (notified area committee) của quận Ganjam thuộc bang Orissa, Ấn Độ.

## Địa lý
Ganjam có vị trí 19°23′B 85°04′Đ / 19,38°B 85,07°Đ Nó có độ cao trung bình là 3 mét (9 feet).

## Nhân khẩu
Theo điều tra dân số năm 2001 của Ấn Độ, Ganjam có dân số 11.312 người. Phái nam chiếm 51% tổng số dân và phái nữ chiếm 49%. Ganjam có tỷ lệ 74% biết đọc biết viết, cao hơn tỷ lệ trung bình toàn quốc là 59,5%: tỷ lệ cho phái nam là 85%, và tỷ lệ cho phái nữ là 63%. Tại Ganjam, 11% dân số nhỏ hơn 6 tuổi.